# Tohil
Tohil var en vädergud i mytologin hos Mayaindianerna i Mexiko.
Mayafolket betraktade Tohil som den gud som gav dem elden. Av honom fick de också råd och undervisning. 